# Mercurialis elliptica
Mercurialis elliptica là một loài thực vật có hoa trong họ Đại kích. Loài này được Lam. mô tả khoa học đầu tiên năm 1797.